# Factor productiu
En economia, els factors productius o factors de producció són aquells recursos, materials o no, que en ser combinats en el procés de producció agreguen valor per a l'elaboració de béns i serveis.

## Evolució del concepte

### Economia clàssica
Els economistes  clàssics utilitzen els tres factors definits per Adam Smith, cada un dels quals participa en el resultat de la producció: 
- La  terra (recompensada per la  renda).
- El  capital (recompensat per l'interès).
- El  treball (recompensat pel salari).

### Ciència econòmica actual
El factor terra es considera avui, bé com a component del capital, quedant en dos factors bàsics, a nivell teòric:
- El  treball (recompensat pel salari "w"). Es representa amb la lletra "L" de Labor.
- El  capital (recompensat per l'interès "i"). Es representa amb la lletra "K" de Capital, la "c" està reservada per a constant matemàtica).